# 名古屋市警察部
名古屋市警察部（なごやしけいさつぶ）は、愛知県警察が警察法第52条に基づき名古屋市に設置している部門（市警察部）。同条では「指定市の区域内における道府県警察本部の事務を分掌させるため、当該指定市の区域に市警察部を置く。」と定められており、政令指定都市である名古屋市に設置されている。市警察部長にはノンキャリアのベテラン警視正が就き、警務部参事官を兼務する。